# Gentofte Kirkegård
Gentofte Kirkegård er en kirkegård beliggende ved Gentofte Kirke.
Kirkegården er på 34.900 m2 og er formentlig over 800 år gammel. Den ældste afdeling er afdelingen omkring Gentofte Kirke.

## Kendte personer begravet på Gentofte Kirkegård
- Agnes Adler
- Johan V. Adolph
- Claus Chr. Ahnfeldt-Mollerup
- Gundorph Albertus
- Einar Andersen
- O.S. Assens
- Torkel Baden
- Erik Balling
- Viggo Bang
- Hemming Løvenørn Bardenfleth
- Svend Poul Barfoed
- Carl Johan Becker
- Hans Bekkevold
- Gunnar Bendixen
- Erik Bennike
- Rudolph Sophus Bergh
- Hans Adolf Biering
- Acton Bjørn
- Mogens Black-Petersen
- Inge-Lise Bock Holbæk
- Mogens Peter Mynster Boisen
- Ellen Bonnesen
- Knud Borring
- Johan Borup
- Hans Brix
- Benedicte Brummer
- Carl Brummer
- Sven Bruun
- Helge Brünnich
- K.G. Brøndsted
- Knud Brøndsted
- Heinrich Buntzen
- Rasmus Bøgebjerg
- Carl Carstensen
- N.C. Christensen
- Severin Christensen
- Carla M. Christiansen
- Sophus Claussen
- Augusta Thejll Clemmensen
- C.M.T. Cold
- Niels Peter Schmidt Dahl
- Bertel Dahlgaard
- Lauge Dahlgaard
- Tyge Dahlgaard
- John Danstrup
- Anna Erslev
- Edvard Erslev
- Viggo Fausbøll
- Lorenz Frølich
- Alex Garff
- Aage Grut
- Kaare Grønbech
- Launy Grøndahl
- Valdemar H. Hammer
- Clara Hammerich
- L.L. Hammerich
- A.N. Hansen
- Harald Hansen
- Peder Hansen
- Henning Helger
- Stephan Hurwitz
- Johan Hvidtfeldt
- Viggo Hørup
- Albert Jantzen
- Else Jarlbak
- J.L. Jensen
- Herbert P.A. Jerichow
- Hans Jessen
- Wriborg Jønson (nedlagt)
- Ernst Kaper
- Jan Damgaard Kiær
- Otto Kierulff
- Willy Kierulff
- Søren Christian Knudtzon
- Frederik Larsen-Særsløv
- Thomas Laub
- Peder Søren Lemche
- Søren Lemche
- Willy-August Linnemann
- J.B. Løffler
- Victor Madsen
- Ove Malling
- Tage Fox Maule
- Trine Michelsen
- Laust Jevsen Moltesen
- Jens Møller-Jensen
- Wilhelm Nellemose
- Knud Neye
- Axel Nielsen
- Esther Nielsen
- Harald Nielsen
- Johannes Nielsen
- Kaj Nordan Nielsen
- Ole Nielsen
- Stephan Peter Nyeland
- Martin Nyrop
- Frank Osvald
- Niels Munk Plum
- Valdemar Poulsen
- Alexis J. Prior
- H.P. Prior
- Lauritz Prior
- Christian Ramus
- Jens Hartvig Jacobsen
- Emil Robert-Hansen
- Gotfred Rode
- Ove Rode
- Hans Brahe Salling
- Valdemar Sander
- Jørgen Saxild
- Erik Schmedes
- Hakon Schmedes
- Hans Henrik Schou
- Emil Selmar
- Kristian Sindballe
- Axel Steenbuch
- Ole Berendt Suhr
- Frederik Sødring
- Julie Sødring
- Andreas Thejll
- T.K. Thomsen
- Fritz Tobiesen
- H.C. Toft
- Heinrich Wenck
- Viggo Winkel
- Otto Wroblewski
- Sophus Conradin Raphael Wulff
- Ernst Zeuthen
- Henning Ørnbak
- Inge Aasted
- Torkel Baden
- Erik Balling
- Hans Bekkevold
- Erik Bennike
- Rudolph Sophus Bergh
- Acton Bjørn
- Mogens Black-Petersen
- Ellen Bonnesen
- Knud Borring
- Johan Borup
- Hans Brix
- Benedicte Brummer
- Carl Brummer
- Sven Bruun
- Helge Brünnich
- K.G. Brøndsted
- Knud Brøndsted
- Heinrich Buntzen
- Rasmus Bøgebjerg
- Carl Carstensen
- N.C. Christensen
- Severin Christensen
- Carla M. Christiansen
- Sophus Claussen
- Augusta Thejll Clemmensen
- C.M.T. Cold
- Niels Peter Schmidt Dahl
- Bertel Dahlgaard
- Lauge Dahlgaard
- Tyge Dahlgaard
- John Danstrup
- Anna Erslev
- Edvard Erslev
- Viggo Fausbøll
- Lorenz Frølich
- Alex Garff
- Aage Grut
- Kaare Grønbech
- Launy Grøndahl
- Valdemar H. Hammer
- Clara Hammerich
- L.L. Hammerich
- A.N. Hansen
- Harald Hansen
- Peder Hansen
- Henning Helger
- Stephan Hurwitz
- Johan Hvidtfeldt
- Viggo Hørup
- Albert Jantzen
- Else Jarlbak
- J.L. Jensen
- Herbert P.A. Jerichow
- Hans Jessen
- Wriborg Jønson (nedlagt)
- Ernst Kaper
- Jan Damgaard Kiær
- Otto Kierulff
- Willy Kierulff
- Søren Christian Knudtzon
- Frederik Larsen-Særsløv
- Thomas Laub
- Peder Søren Lemche
- Søren Lemche
- Willy-August Linnemann
- J.B. Løffler
- Victor Madsen
- Ove Malling
- Tage Fox Maule
- Trine Michelsen
- Laust Jevsen Moltesen
- Jens Møller-Jensen
- Wilhelm Nellemose
- Knud Neye
- Axel Nielsen
- Esther Nielsen
- Harald Nielsen
- Johannes Nielsen
- Kaj Nordan Nielsen
- Ole Nielsen
- Stephan Peter Nyeland
- Martin Nyrop
- Frank Osvald
- Niels Munk Plum
- Valdemar Poulsen
- Alexis J. Prior
- H.P. Prior
- Lauritz Prior
- Christian Ramus
- Jens Hartvig Jacobsen
- Emil Robert-Hansen
- Gotfred Rode
- Ove Rode
- Hans Brahe Salling
- Valdemar Sander
- Jørgen Saxild
- Erik Schmedes
- Hakon Schmedes
- Hans Henrik Schou
- Emil Selmar
- Kristian Sindballe
- Axel Steenbuch
- Ole Berendt Suhr
- Frederik Sødring
- Julie Sødring
- Andreas Thejll
- T.K. Thomsen
- Fritz Tobiesen
- H.C. Toft
- Heinrich Wenck
- Viggo Winkel
- Otto Wroblewski
- Sophus Conradin Raphael Wulff
- Ernst Zeuthen
- Henning Ørnbak
- Inge Aasted